# Фельд, Фриц
Фриц Фельд (нем. Fritz Feld; 15 октября 1900, Берлин — 18 ноября 1993, Лос-Анджелес, Калифорния) — немецко-американский характерный актёр кино и телевидения.

## Биография
Фриц Фельшенфельд родился 15 октября 1900 года в еврейской семье в Берлине. Старший брат — Руди (1896—1994), который также, как и Фриц, уехал из Германии в США, где стал достаточно известным арт-директором. Впервые Фриц появился на экране в 16-летнем возрасте в небольшой роли гостиничного пажа в успешном фильме «Голем и танцовщица». На родине снялся в пяти фильмах, а между 1921 и 1928 годом эмигрировал в США, где с успехом продолжил свою карьеру актёра, укоротив свою фамилию с Фельшенфельд до Фельд.
Фельд очень хорошо играл в шахматы: несколько раз он проводил «турниры» у себя дома с шахматными чемпионами Германом Стейнером и Джорджем Колтановским, которые могли продолжаться до шести утра.
Фриц Фельд скончался 18 ноября 1993 года в Лос-Анджелесе (Калифорния, США). Похоронен на кладбище Гора Синай.

### Личная жизнь
10 ноября 1940 года Фриц Фельд женился на девушке по имени Вирджиния Кристин (1920—1996): ему было 40 лет, ей — 20. С 1943 года Вирджиния начала карьеру киноактрисы и добилась на этом поприще большого успеха. Пара прожила вместе всю жизнь до смерти актёра в 1993 году, от брака остались двое сыновей, Дэнни и Стив.

## Избранная фильмография
В начале карьеры Фельд снимался в немых немецких кинофильмах. После эмиграции в США продолжил сниматься в звуковых американских кино- и телефильмах, телесериалах. За 58 лет кино-карьеры (1917—1921, 1928—1930, 1937—1989) актёр снялся в 209 фильмах и сериалах, в том числе в 11 короткометражных и в 36 без указания в титрах. Фирменный приём Фельда — хлопать себя ладонью по рту для издания характерного необычного звука «поп!» в знак превосходства или раздражения. Часто Фельд исполнял роли официантов, мелких клерков, а также аристократов и эксцентричных личностей; его персонажи были европейцами неуточнённой национальности, но чаще всего французами или бельгийцами. Последний фильм с участием Фельда вышел в 1989 году, когда актёру было 89 лет.

### Широкий экран
- 1917 — Голем и танцовщица / Der Golem und die Tänzerin — паж в гостинице
- 1920 — Голем / Der Golem, wie er in die Welt kam — Джестер (в титрах не указан)
- 1928 — Корабль приплывает / A Ship Comes In — Сокол
- 1928 — Последний приказ / The Last Command — революционер
- 1937 — Я встретила его в Париже / I Met Him in Paris — клерк в швейцарской гостинице
- 1937 — Товарищ / Tovarich — Мартелло
- 1937 — Чистосердечное признание / True Confession — дворецкий Отто Крайлера
- 1938 — Воспитание крошки / Bringing Up Baby — доктор Леман
- 1938 — Дела Аннабель[англ.] / The Affairs of Annabel — Владимир
- 1939 — В цирке[англ.] / At the Circus — Жардине, дирижёр французского оркестра
- 1939 — Восторг идиота / Idiot's Delight — Питтатек
- 1941 — Ты принадлежишь мне[англ.] / You Belong to Me — гостиничный клерк
- 1943 — Призрак Оперы / Phantom of the Opera — Лекур
- 1944 — С тех пор как Венера…[англ.] / Ever Since Venus — Мишель
- 1946 — Секрет её сестры[англ.] / Her Sister's Secret — торговец вином из Нового Орлеана
- 1947 — Тайная жизнь Уолтера Митти / The Secret Life of Walter Mitty — Анатоль
- 1948 — Если вы знали Сьюзи[англ.] / If You Knew Susie — Чез Генри
- 1948 — Мексиканская прогулка[англ.] / Mexican Hayride — профессор Ганцмейер
- 1948 — Джулия плохо себя ведёт / Julia Misbehaves — Пепито
- 1954 — Охранник дилижансов[англ.] / Riding Shotgun — Фриц
- 1961 — Дамский угодник[англ.] / The Ladies Man — парикмахер мистера Уэлленмеллона (в титрах не указан)
- 1961 — Посыльный[англ.] / The Errand Boy — Басби, режиссёр «Ревущих 20-х»
- 1961 — Пригоршня чудес / Pocketful of Miracles — Пьер
- 1963 — Обещания! Обещания![англ.] / Promises! Promises! — корабельный врач
- 1963 — Кто позаботится о магазине?[англ.] / Who's Minding the Store? — Ирвинг Кэстроуф, менеджер-гурман
- 1963 — Четверо из Техаса / 4 for Texas — Фриц
- 1964 — Козёл отпущения[англ.] / The Patsy — метрдотель (в титрах не указан)
- 1965 — Харлоу / Harlow — Фриц, мойщик окон в фильме (в титрах не указан)
- 1966 — Сделано в Париже / Made in Paris — Жозеф, ночной охранник (в титрах не указан)
- 1966 — Трое на диване[англ.] / Three on a Couch — атташе
- 1966 — Выход из положения[англ.] / Way...Way Out — Брекенридж, метрдотель (в титрах не указан)
- 1966 — Пенелопа[англ.] / Penelope — партнёр Пенелопы в танце (в титрах не указан)
- 1967 — Каприз[англ.] / Caprice — хозяин швейцарской гостиницы (в титрах не указан)
- 1967 — Босиком по парку / Barefoot in the Park — хозяин ресторана
- 1968 — Злые мечты Полы Шульц[англ.] / The Wicked Dreams of Paula Schultz — Кессель
- 1969 — Хелло, Долли! / Hello, Dolly! — помощник Рудольфа
- 1969 — Комик[англ.] / The Comic — Арман
- 1969 — Компьютер в кроссовках / The Computer Wore Tennis Shoes — Зигмунд Ван Дайк
- 1970 — Финкс / The Phynx — в роли самого себя
- 1970 — В какой стороне линия фронта?[англ.] / Which Way to the Front? — Фон Рунштадт (в титрах не указан)
- 1974 — Герби снова на ходу[англ.] / Herbie Rides Again — метрдотель
- 1975 — Самый сильный человек в мире / The Strongest Man in the World — дядюшка Фредерик
- 1975 — Весёлые ребята[англ.] / The Sunshine Boys — мистер Гилберт, человек на прослушивании
- 1976 — Вон Тон Тон — собака, которая спасла Голливуд / Won Ton Ton, the Dog Who Saved Hollywood — дворецкий Руди Монтегю
- 1976 — Немое кино / Silent Movie — метрдотель
- 1976 — Чумовая пятница / Freaky Friday — мистер Джекмен
- 1977 — Великий герой-любовник / The World's Greatest Lover — Томазо Абалоне
- 1980 — Герби сходит с ума[англ.] / Herbie Goes Bananas — шеф Стюард
- 1981 — Всемирная история, часть первая / History of the World, Part I — метрдотель (в новелле «Римская империя»)
- 1982 — Песенка Хейди[англ.] / Heidi's Song — Себастиан (озвучивание)
- 1987 — Пьянь / Barfly — Бам
- 1989 — Гомер и Эдди / Homer and Eddie — гробовщик

### Телевидение
- 1952 — Опасное задание[англ.] / Dangerous Assignment — Ян / Бонапарт (в 2 эпизодах)
- 1958—1959 — Тонкий человек[англ.] / The Thin Man — граф Сидора / официант (в 2 эпизодах)
- 1959, 1962 — Театр General Electric[англ.] / General Electric Theater — Пьер / доктор (в 2 выпусках)
- 1960—1962 — Шоу Дэнни Томаса[англ.] / The Danny Thomas Show — разные роли (в 3 выпусках)
- 1966—1967 — Агенты А.Н.К.Л.[англ.] / The Man from U.N.C.L.E. — банкир-битник-дипломат-официант / мистер Тофлер (в 2 эпизодах)
- 1966—1967 — Затерянные в космосе[англ.] / Lost in Space — мистер Замдиш (в 3 эпизодах)
- 1967—1968 — Бэтмен / Batman — профессор Гринлиф / Оливер Мацци (в 2 эпизодах)
- 1971 — Любовь по-американски[англ.] / Love, American Style — капитан / официант (в 2 эпизодах)